# 陶山章央
陶山 章央（すやま あきお、本名同じ、1968年7月8日 - ）は、日本の男性声優。大阪府豊中市出身。シグマ・セブン所属。

## 経歴
青春時代はほぼアニメ一色であり、高校生の頃はよくアニメの販促イベントに通っていた。イベントで知り合った声優志望の友人に誘われ勝田声優学院の忘年会に行き、そこで後に『サクラ大戦』で共演することになる横山智佐に出会い、そのとき横山に言われた「陶山くんも声優目指しなよ」という言葉がきっかけで声優を目指すようになる。勝田声優学院、江崎プロダクション（現マウスプロモーション）の養成所を経て、シグマ・セブンの短期講習を受け声優事務所に所属する。
1994年、『マクロス7』のフィジカ役で初めて名前のある役を担当する。

## 人物

### 特色
方言は関西弁。
ハスキーボイスのため、ガキ大将、黒人、太っている人などの役によくキャスティングされると本人は語る。大阪府出身であり、関西弁を喋るキャラクターを担当することもある。27歳の頃に初めてオーディションで合格した『超者ライディーン』の鷹城電光役も関西弁であり、気合いを入れて挑戦した。「関西弁の役は関西人に」と強く主張している。
『帰ってきた侍戦隊シンケンジャー 特別幕』ではアヤカシ・デメバクトの声を担当し、特撮作品に初出演を果たす。監督の柴﨑貴行は「とにかく個性的な声の方を」というオファーを出し、声優事務所のマネージャーは陶山を紹介。柴﨑はその独特な声に納得し、そのまま起用したという逸話がある。監督だけでなく陶山自身も演技に工夫を凝らした結果、デメバクトは癖のあるユニークな敵怪人となっている。以降、『スーパー戦隊シリーズ』のゲストの悪役を何度か担当している。
トレーディングカードゲームの『マジック:ザ・ギャザリング』をプレイしていたこともあり、ホビージャパンから発行されていた『ゲームぎゃざ』2000年8月号から10月号にかけて、「キャプテン陶山のモテモテ“マジック”」と題して女性コスプレイヤー2人と勝田声優学院に在学中の声優志望の女性2人にマジックを教えるというコーナーを担当していた。『サクラ大戦ドラマチックカードゲーム』が発売されてからは同カードゲームの攻略記事に出ることもあった。

### エピソード
- Xbox 360の熱狂的ファンの一人で、『Halo 3』が気にいっている[9]。
- ハロープロジェクトのアイドルや過去に共演した久住小春のファンであることを公言しており、コンサートに行った旨が本人のTwitterにもしばしば書かれている。
- 声優としての活動が軌道に乗る前は横山の紹介でレッドカンパニーでデバッガーのアルバイトをしていた[10]。そこで広井王子の誘いを受けプレイヤーキャラクター故に担当声優の決まっていなかった『サクラ大戦』の大神一郎の声を担当することになった[11]。陶山は後年の取材で、当時はまだ新人で不慣れだったこともあり抑えた芝居ができず全開で演じ、ガソリンが切れるまで声を枯らす状態だったといい、収録するセリフが少なかったことが助かったという[12]。なお、広井は陶山の抜擢について予算と時間的余裕がなかったためだったとしており、「（隊長役を安直に決めたことについて）だってこんなに長く続くとは思わなかったもん」と漏らしている[13]。
- 『サクラ大戦 歌謡ショウ』の休憩タイム時に芸を披露することになりジャグリングを始めたところ夢中になり、以来イベントがあると披露することも多い。アニメで共演した榎本温子に教えることもあった。
- 2007年に行われた「サクラ大戦・武道館ライブ〜帝都・巴里・紐育〜」では、足を踏み外し舞台上から奈落に転落するというアクシデントに見舞われた。奈落が深さ約2メートルと浅かったことや偶然胸が引っかかりずり落ちるような形で転落したが、胸を打撲した程度で大きな怪我はなかった。しかし一歩間違えば大事故に繋がりかねない出来事だっただけに、『狼虎滅却・サクラジヲ 〜こちら甲板通信局〜』や関連イベント[14]で詳細について語られるなど、大きく取り扱われた。

## 出演
太字はメインキャラクター。

### テレビアニメ
1991年
- 楽しいムーミン一家

1992年
- らんま1/2 熱闘編

1994年
- 超くせになりそう（1994年 - 1995年、子分、子分2、カメラマン、子分A）
- マクロス7（フィジカ・S・ファルクラム、ガビル 他）

1995年
- ちびまる子ちゃん（1995年 - 、山根くん、佐々木、レフリー）

1996年
- 超者ライディーン（鷹城電光 / ライディーンホーク）
- 爆走兄弟レッツ&ゴー!!（1996年 - 1998年、TVの男A、黒沢太、助手B、ホワァン、ベンガル 他） - 3シリーズ

1997年
- クレヨンしんちゃん（外車の人）
- 少女革命ウテナ（男子生徒B、少年A）
- 忍たま乱太郎（海賊）
- BURN-UP EXCESS（管）
- ポケットモンスター（1997年 - 2000年、不良トレーナーA、ユウジ）

1998年
- 頭文字D（正一）
- おじゃる丸（1998年 - 、おじゃる丸の父上、スミス、雨空オットン 他）
- 快傑蒸気探偵団 TV ANIMATION SERIES（ドリア）
- 時空転抄ナスカ（潮上真理）
- 星方武侠アウトロースター（ニセシミ、囚人）
- セクシーコマンドー外伝 すごいよ!!マサルさん（石黒）
- DTエイトロン（少年A、バーチャル世界の人達）

1999年
- 今、そこにいる僕（タブール）
- 人形草紙あやつり左近（吉田保）
- 星界の紋章（サリューシュ前衛翔士）
- 超速スピナー（伏見盆太）
- 虹の戦記イリス（ジューン）
- 爆球連発!!スーパービーダマン（基司）
- 名探偵コナン（1999年 - 2023年、井手敏行、真中大二郎、細井竜平、垂水修一郎、小林康 他）

2000年
- サクラ大戦TV（大神一郎）
- だぁ!だぁ!だぁ!（勉強宇宙人）
- はじめの一歩（男子生徒、八戸拳闘会練習生）
- 女神候補生（ヤマギ・クシダ）

2001年
- 週刊ストーリーランド 老婆シリーズ「もどるパラシュート」（若者A）
- ギャラクシーエンジェル（2001年 - 2004年、パトリック、保安部隊隊員、犯人A、異星人の先生A、Mr.プー 他） - 4シリーズ
- 電脳冒険記ウェブダイバー（オルトリオン）
- パラッパラッパー（2001年 - 2002年、グルーバー、相手の選手）
- フルーツバスケット（草摩潑春）

2002年
- SAMURAI DEEPER KYO（十二神将・マコラ〈風魔の小太郎〉）
- 爆闘宣言ダイガンダー（マイケル）
- デュエル・マスターズ（トウバン・ジャン）

2003年
- 宇宙のステルヴィア（ジョイ・ジョーンズ）
- WOLF'S RAIN（ヒゲ）
- ガンパレード・マーチ 〜新たなる行軍歌〜（滝川陽平）
- 魁!!クロマティ高校（2003年 - 2004年、北斗の子分、市場オヤジB）
- 獣兵衛忍風帖 龍宝玉篇（ヤドリギ）
- 冒険遊記プラスターワールド（炎田ガン）

2004年
- アガサ・クリスティーの名探偵ポワロとマープル（ドナルド・フレーザー）
- Wind -a breath of heart-（橘勤）
- SDガンダムフォース（プリオ、暴風の騎士ヴァイエイト）
- サムライチャンプルー（和之介）
- スウィート・ヴァレリアン（ストレス団C）
- 舞-HiME（迫水開治）
- 妄想代理人（亀井正志）

2005年
- 陰陽大戦記（青錫のナナヤ）
- 機動新撰組 萌えよ剣 TV（松方）
- 金色のガッシュベル!!（グラブ）
- ツバサ・クロニクル（2005年 - 2006年、空汰） - 2シリーズ
- BUZZER BEATER（ジュリアス）
- 舞-乙HiME（サコミズ・カージナル）
- まじめにふまじめ かいけつゾロリ（バスの運転手）
- ロックマンエグゼStream（ブリザードマン）

2006年
- きらりん☆レボリューション（2006年 - 2008年、風真宙人〈初代〉）
- コードギアス 反逆のルルーシュ（影崎絆）
- 新星輝デュエル・マスターズ フラッシュ（紅騎チシオ、イチロウタ）
- ぜんまいざむらい（なめざえもん、瓦バンバン、カラス 他）
- 天保異聞 妖奇士（五郎太）
- .hack//Roots（イータ）
- 夢使い（島根景樹）
- ラブゲッCHU 〜ミラクル声優白書〜（カメラマン）

2007年
- Yes!プリキュア5（ガマオ）
- 天元突破グレンラガン（シトマンドラ）
- BUZZER BEATER（ジュリアス）
- Venus Versus Virus（ガイ）
- ポケモン不思議のダンジョン 時の探検隊・闇の探検隊（ディグダ）
- 魔人探偵脳噛ネウロ（三木栄吉）
- 遊☆戯☆王デュエルモンスターズGX（バードマン）
- レ・ミゼラブル 少女コゼット（バベ）
- ロミオ×ジュリエット（ペトルーキオ）

2008年
- 紅（男1、生徒A）
- 隠の王（雹）
- ポケットモンスター ダイヤモンド&パール（ショウ）

2009年
- イナズマイレブン（2009年 - 2010年、西垣守）
- エレメントハンター（トム・ベンソン）
- RIDEBACK -ライドバック-（河合堂太）

2010年
- HEROMAN（ニック）
- メタルファイト ベイブレード シリーズ（2010年 - 2011年、ナイル） - 2シリーズ
- 夢色パティシエールSP プロフェッショナル（ジョニー・マクビール）

2011年
- クロスファイト ビーダマン（2011年 - 2013年、月輪ゴウイチロウ） - 2シリーズ
- トリコ（セドル）
- 爆丸バトルブローラーズ ガンダリアンインベーダーズ（ホッパー）
- もしドラ（柏木次郎）

2012年
- エリアの騎士（タコ男）
- しろくまカフェ（カンムリワシ）
- 超速変形ジャイロゼッター（羽根ミチノリ〈充紀〉）

2013年
- 義風堂々!! 兼続と慶次（北条氏直）
- 進撃の巨人（2013年 - 2017年、フーゴ） - 2シリーズ
- HUNTER×HUNTER（第2作）（ビノールト）
- 問題児たちが異世界から来るそうですよ?（三毛猫〈おっさん版〉）

2014年
- ヒーローバンク（前園物動）
- フューチャーカード バディファイト（2014年 - 2018年、竜騎士 エル・キホーテ / 栄光の騎士 エル・キホーテ / 逆天の騎士 エル・キホーテ / 角王の忠騎士 エル・キホーテ、ノボルの父、山崎ダビデ、暴餓王 グランウィルダネス） - 5シリーズ

2015年
- 夜ノヤッターマン（ジロー将軍）
- 乱歩奇譚 Game of Laplace（ワタヌキ）

2016年
- 怪盗ジョーカー（赤サソリ）

2017年
- エルドライブ【ēlDLIVE】（タテヤン）
- デジモンユニバース アプリモンスターズ（ドローモン）
- 僕のヒーローアカデミア（2017年 - 2018年、インスマスの部下、子供フック） - 2シリーズ

2018年
- パズドラクロス（アンセル）
- イナズマイレブン アレスの天秤（西垣守）
- 深夜!天才バカボン（通行人）
- ポケットモンスター サン&ムーン（バンチョー）

2019年
- おしりたんてい（ハゲワシ男）
- からくりサーカス（ブリゲッラ）

2021年
- ドラゴンクエスト ダイの大冒険 (2020)（ザムザ）
- D_CIDE TRAUMEREI THE ANIMATION（よしたつ、織田純平、教主）

2023年
- パズドラ（2023年 - 2024年、ヘイアン、魔王）

2024年
- SHIBUYA♡HACHI（2024年 - 2025年、ミケ） - 3シリーズ

2025年
- 全修。（QJ）
- まったく最近の探偵ときたら（ジジィ）

### 劇場アニメ
1990年代
- マクロス7 銀河がオレを呼んでいる!（1995年、ガビル）
- 爆走兄弟レッツ&ゴー!!WGP 暴走ミニ四駆大追跡!（1997年、ホワァン）
- 劇場版ポケットモンスター ミュウツーの逆襲（1998年、研究員）
- パーフェクトブルー（1998年）

2000年代
- アリーテ姫（2001年、少年ボックス）
- サクラ大戦 活動写真（2001年、大神一郎）
- あした元気にな〜れ! 半分のさつまいも（2005年、信次）
- 甲虫王者ムシキング スーパーバトルムービー 〜闇の改造甲虫〜（2005年、ギラファノコギリクワガタ）
- 劇場版 どうぶつの森（2006年、ぺりお）

2010年代
- 映画 スマイルプリキュア! 絵本の中はみんなチグハグ!（2012年、金閣）
- ちびまる子ちゃん イタリアから来た少年（2015年、山根くん）
- 名探偵コナン 業火の向日葵（2015年、寺井黄之助〈回想〉）
- 映画ドラえもん のび太の宝島（2018年、ホセ）
- ミルキーパニック twelve（2018年、ディクテ）

### OVA
1990年代
- エンジェル伝説（1996年、速水）
- 宝魔ハンターライム（1996年、先生）
- ゲキ・ガンガー3 熱血大決戦!!（1998年、シックース、クライン）
- 教科書にないッ!（1998年）
- ヨコハマ買い出し紀行（1998年、タカヒロ）

2000年代
- 仙術超攻殻ORION（2000年、スサノオ）
- サクラ大戦 神崎すみれ 引退記念 す・み・れ（2002年、大神一郎）
- サクラ大戦 エコール・ド・巴里（2003年、大神一郎）
- Wind -a breath of heart-（2004年、橘勤）
- おジャ魔女どれみナ・イ・ショ（2004年、男の子C、美青年C）
- サクラ大戦 ル・ヌーヴォー・巴里（2004年、大神一郎）
- トップをねらえ2!（2005年、ロイ・アニャン）
- Prayers プレイヤーズ（2005年、ツクモ）
- 舞-乙HiME Zwei（2006年、サコミズ・カージナル）
- やなせたかしメルヘン劇場 てんしのぐらたん（2008年、スパイス）

2010年代
- 名探偵コナン KID in TRAP ISLAND（2010年、中森の部下）
- 装甲騎兵ボトムズ 孤影再び（2011年、ソルティオ・バートラー）

### Webアニメ
- ポケモン不思議のダンジョン 出動ポケモン救助隊ガンバルズ!（2007年、ブルー）
- いくぜっ! 源さん（2008年、宇宙人）
- 西武鉄道駅員タコちゃん（2012年、金魚さん）
- ポケモンジェネレーションズ（2016年、ホムラ）

### ゲーム
1996年
- サクラ大戦（大神一郎）

1997年
- サクラ大戦 蒸気ラジヲショウ（大神一郎）
- My Dream 〜On Airが待てなくて〜（片桐剛）
- ミニ四駆 爆走兄弟レッツ&ゴー!!WGP HYPER HEAT（ホワァン）

1998年
- EVE The Lost One（江国雄二）
- サクラ大戦2 〜君、死にたもうことなかれ〜（大神一郎）
- サクラ大戦 帝撃グラフ（大神一郎）
- スーパーアドベンチャーロックマン
- テイルコンチェルト（ワッフル・ライブレッド）
- 爆走兄弟レッツ&ゴー!! エターナルウィングス（ホワァン）

1999年
- いつか、重なりあう未来へ（シロウ・アイザワ）

2000年
- 大神一郎奮闘記 〜サクラ大戦歌謡ショウ「紅蜥蜴」より〜（大神一郎）
- サクラ大戦 花組対戦コラムス2（大神一郎）

2001年
- サクラ大戦3 〜巴里は燃えているか〜（大神一郎）
- ファイナルファンタジーX（イサール）
- サクラ大戦オンライン（大神一郎）

2002年
- アンリミテッド:サガ（ロイ）
- Wind -a breath of heart-（橘勤）
- サクラ大戦4 〜恋せよ乙女〜（大神一郎）

2003年
- 頭文字D Special Stage（塚本）
- サクラ大戦 〜熱き血潮に〜（大神一郎）
- ファイナルファンタジーX-2（イサール、トレマ）

2004年
- 宇宙のステルヴィア（ジョイ・ジョーンズ）
- 機動戦士ガンダムSEED 終わらない明日へ（地球連合軍オペレーター）
- 魁!!クロマティ高校〜これはひょっとしてゲームなのか!?編〜（北斗の子分）
- サクラ大戦V EPISODE 0〜荒野のサムライ娘〜（大神一郎）
- Cherryblossom 〜チェリーブロッサム〜（澤村高耶）

2005年
- 金色のガッシュベル!! うなれ!友情の電撃 ドリームタッグトーナメント（グラブ）
- サクラ大戦V 〜さらば愛しき人よ〜（大神一郎）
- 第3次スーパーロボット大戦α 終焉の銀河へ（フィジカ・S・ファルクラム、ガビル）
- FRONT MISSION5 Scars of the War（タンゴ5）
- 舞-HiME 運命の系統樹（迫水開治）

2007年
- 名探偵コナン 追憶の幻想（今泉直也）

2008年
- テイルズ オブ ヴェスペリア（ザギ）
- テイルズ オブ シンフォニア -ラタトスクの騎士-（デクス）
- テイルズ オブ デスティニー ディレクターズカット（ジョブス）
- ドラマチックダンジョン サクラ大戦 〜君あるがため〜（大神一郎）
- マクロスエースフロンティア（ガビル）

2009年
- イナズマイレブン2 脅威の侵略者（西垣守）
- ちびまる子ちゃんDS まるちゃんのまち（山根くん）
- マクロスアルティメットフロンティア（ガビル）

2010年
- TAKUYO Mix Box 〜ファーストアニバーサリー〜（澤村高耶）
- メタルファイト ベイブレード ポータブル 超絶転生! バルカンホルセウス（ナイル）
- メタルファイト ベイブレード 頂上決戦!ビッグバン・ブレーダーズ（ナイル）

2011年
- イナズマイレブン ストライカーズ（2011年 - 2012年、西垣守） - 3作品
- コール オブ デューティ モダン・ウォーフェア3（セイバー）
- マクロストライアングルフロンティア（ガビル）

2012年
- PROJECT X ZONE（大神一郎）

2013年
- スーパーロボット大戦UX（ニコラス・デ・カルロ）
- 超速変形ジャイロゼッター アルバロスの翼（羽根ミチノリ）
- テイルズ オブ シンフォニア ユニゾナントパック（デクス）

2014年
- ドーリィ♪カノン ドキドキ♪トキメキ♪ ヒミツの音楽活動スタートでぇ〜す!!（村崎P）

2015年
- フューチャーカード バディファイト 友情の爆熱ファイト!（エル・キホーテ）
- PROJECT X ZONE 2:BRAVE NEW WORLD（大神一郎、ザギ）

2016年
- グランブルーファンタジー（大神一郎）
- チェインクロニクル〜絆の新大陸〜（大神一郎）
- Mighty No. 9（三田博士、三田誠二郎）

2018年
- ガールフレンド（仮）（悪芸人）
- スーパーロボット大戦X-Ω（大神一郎）

2019年
- テイルズ オブ ヴェスペリア REMASTER（ザギ）
- ゴシックは魔法乙女〜さっさと契約しなさい!〜（大神一郎）

2020年
- テイルズ オブ ザ レイズ（デクス）

2021年
- スーパーロボット大戦30（大神一郎） - DLC追加キャラクター

2023年
- インフィニティ ストラッシュ ドラゴンクエスト ダイの大冒険（ザムザ）

2024年
- 金色のガッシュベル!! 永遠の絆の仲間たち（グラブ）

### ドラマCD
- SAMURAI DEEPER KYO 陰陽殿への扉編（十二神将・マコラ〈風魔の小太郎〉）
  - 第壱巻『悪魔の眼』
  - 第弐巻『氷炎の侍』
  - 第参巻『天翔麒麟』
- 魁!!クロマティ高校 特別編（北斗の子分）
- DEARS十二星座物語 Apollon Side（朗読 - かに座）
- 超者ライディーンシリーズ（鷹城電光）
- ミルククラウン（胡良）
- ヨコハマ買い出し紀行（タカヒロ）

### 吹き替え

#### 映画
- 紀元前1万年 ※劇場公開版
- スパイキッズ3-D:ゲームオーバー（アーノルド）
- タイムマシン大作戦
- PAN 〜ネバーランド、夢のはじまり〜（マレー[53]）
- ライオン・キング:ムファサ[54]

#### ドラマ
- パワーレンジャー・S.P.D.（イーサン・ジェームズ / ダイノサンダーブルーレンジャー）

#### アニメ
- ダグ（ロジャー・クロッツ）

#### 人形劇
- ダーククリスタル: エイジ・オブ・レジスタンス（ハップ[55]）

### 特撮
- スーパー戦隊シリーズ
  - 帰ってきた侍戦隊シンケンジャー 特別幕（2010年、デメバクトの声）
  - 海賊戦隊ゴーカイジャー（2011年、ウオーリアンの声）
  - 特命戦隊ゴーバスターズ（2012年、ファンロイドの声）
  - 獣電戦隊キョウリュウジャー（2014年、新・喜びの戦騎キルボレロの声[56]）
  - 動物戦隊ジュウオウジャー（2016年、クルーザの声）

### ラジオ
- 狼虎滅却・サクラジヲ 〜こちら甲板通信局〜

### デジタルコミック
- 「フルーツバスケット」音声入りまんがDVD〜旅立ちの日、再び〜（2012年、草摩潑春） - 『花とゆめ』24号応募者全員サービス
- dTV へうげもの（2018年、羽柴秀吉）

### その他コンテンツ
- イマドキ男子バラエティ 真夜中のプリンス（ナレーション）
- 謹製仙台城-だって本丸だもん-（青葉城資料展示館VTR、との役・宮城県仙台市）

## ディスコグラフィ

### キャラクターソング
| 発売日   | 商品名                                                     | 歌                                                                                   | 楽曲                            | 備考                                                                           |
| 1998年   | 1998年                                                     | 1998年                                                                               | 1998年                          | 1998年                                                                         |
| -------- | ---------------------------------------------------------- | ------------------------------------------------------------------------------------ | ------------------------------- | ------------------------------------------------------------------------------ |
| 9月19日  | サクラ大戦 ～桜華絢爛～ 光録音館                           | 大神一郎（陶山章央）                                                                 | 「甲板フラフラ」                | OVA『サクラ大戦 桜華絢爛』挿入歌                                               |
| 2000年   |                                                            |                                                                                      |                                 |                                                                                |
| 5月17日  | いま嫁ぐ日に/ふたりに乾杯!                                 | 藤枝かえで（折笠愛）、 大神一郎（陶山章央）、帝国歌劇団                              | 「ふたりに乾杯!」               | ゲームソフト『サクラ大戦』関連曲                                               |
| 2001年   |                                                            |                                                                                      |                                 |                                                                                |
| 11月29日 | ギャラクシーエンジェルでGO!                                | パトリック（陶山章央）、ジョナサン（吉野裕行）、ガスト（保村真）                     | 「ぼくらはよ～きな洗車屋さん」  | ラジオドラマ『ギャラクシーエンジェル』関連曲                                   |
| 2002年   |                                                            |                                                                                      |                                 |                                                                                |
| 4月10日  | サクラ大戦4 ～恋せよ乙女～ 全曲集 檄!帝 ～最終章～         | 大神一郎（陶山章央）、帝国華撃団、巴里華撃団                                         | 「檄!帝 ～最終章～」            | ドリームキャスト用ゲームソフト『サクラ大戦4 〜恋せよ乙女〜』オープニングテーマ |
| 4月10日  | サクラ大戦4 ～恋せよ乙女～ 全曲集 檄!帝 ～最終章～         | 大神一郎（陶山章央）、大神華撃団                                                     | 「君よ花よ」                    | ドリームキャスト用ゲームソフト『サクラ大戦4 〜恋せよ乙女〜』エンディングテーマ |
| 10月2日  | "GALAXY ANGEL" Character Series:06 ノーマッド              | パトリック（陶山章央）、ジョナサン（吉野裕行）、ガスト（保村真）                     | 「わるものが行く!」             | テレビアニメ『ギャラクシーエンジェル』関連曲                                   |
| 2003年   |                                                            |                                                                                      |                                 |                                                                                |
| 4月25日  | ガンパレード･マーチ～新たなる行軍歌～ SPECIAL vol.1        | 滝川陽平（陶山章央）、瀬戸口隆之（梅津秀行）                                         | 「大切なこと」                  | テレビアニメ『ガンパレード・マーチ 〜新たなる行軍歌〜』関連曲                  |
| 7月24日  | キャラクターソングアルバム 宇宙学園ステルヴィア校 大歌謡祭 | 予科生のみなさん                                                                     | 「宇宙学園ステルヴィア校 校歌」 | テレビアニメ『宇宙のステルヴィア』関連曲                                       |
| 7月24日  | キャラクターソングアルバム 宇宙学園ステルヴィア校 大歌謡祭 | ジョイ・ジョーンズ（陶山章央）、小田原大（斎賀みつき）、ピエール・タキダ（上田祐司） | 「You Win!」                    | テレビアニメ『宇宙のステルヴィア』関連曲                                       |
| 2004年   |                                                            |                                                                                      |                                 |                                                                                |
| 1月3日   | Wind -a breath of heart- Vocal Collection                  | 橘勤（陶山章央）                                                                     | 「スーパー勤音頭」              | ゲームソフト『Wind -a breath of heart-』関連曲                                 |
| 10月20日 | まるまるぜんぶちびまる子ちゃん                             | 山根強（陶山章央）                                                                   | 「胃腸のマーチ」                | テレビアニメ『ちびまる子ちゃん』関連曲                                         |
| 2011年   |                                                            |                                                                                      |                                 |                                                                                |
| 2月3日   | 愛が香るころに                                             | 大神一郎（陶山章央）、大河新次郎（菅沼久義）                                         | 「めぐりあう時」                | ゲームソフト『サクラ大戦』関連曲                                               |